# Parafia św. Jakuba Apostoła w Głownie
Parafia św. Jakuba Apostoła w Głownie – rzymskokatolicka parafia należąca do dekanatu Głowno diecezji łowickiej.
Jest najstarszą w mieście parafią, została erygowana w 1649 przez arcybiskupa gnieźnieńskiego Macieja Łubieńskiego.
Obecna świątynia pochodzi z roku 1924, zbudowana  według projektu architekta Wiesława Lisowskiego na miejscu starszej, zniszczonej w czasie I wojny światowej.
W 1995 proboszczem został ks. kan. dr Stanisław Banach, Honorowy Obywatel Miasta Głowna i autor monografii parafialnej Historia parafii św. Jakuba Apostoła w Głownie pontyfikatami proboszczów pisana.
Parafia obejmuje swoim zasięgiem część Głowna oraz wsie Albinów, Kadzielin, Kamień, Konarzew, Wola Zbrożkowa.